# Rehbrauckbach
Der Rehbrauckbach ist ein knapp drei Kilometer langer kleiner Talauebach des Grundgebirges im Märkischen Oberland, der auf dem Gebiet der Kleinstadt Halver verläuft. Er ist ein  östlicher und orografisch rechter Zufluss der Ennepe im nordrhein-westfälischen Märkischen Kreis.

## Geographie

### Verlauf
Der Rehbrauckbach entspringt westsüdwestlich der Hofschaft Neuenvahlefeld auf einer Höhe von etwa 396 m ü. NHN aus einem winzigen Teich.
Der Bach fließt zunächst knapp 400 m in südwestlicher Richtung am Rande eines kleinen Mischwaldes entlang und wird dann bei der Flur Rehbrauckwiesen auf seiner linken Seite vom kleinen aus dem Südosten kommenden Rehbraucksiepen gestärkt. Der Rehbrauckbach läuft danach gut einen halben Kilometer in einen schmalen landwirtschaftlich genutzten Streifen, der rechts und links von Wald gesäumt wird und erreicht die zu Halver gehörende Hofschaft Becke, wo ihm ebenfalls von links der Lingensiepen zufließt. Knapp vierhundert Meter bachabwärts nimmt er diesmal von rechts die aus den Norden von der Hofschaft Kreisch herkommende Lüdmecke auf. Er zieht nun westwärts durch ein auf beiden Seiten an den Hängen bewaldetes Tal und bildet dann einen Teich, in dem von Norden her der   Ackersiepen einmündet. Aus dem südwestlichen Teil des Teiches fließt die Brauck ab und der Rehbrauckbach etwa nördlich davon. 
Der Rehbrauckbach läuft nun  knapp 300 m südwestwärts durch Felder, knickt dann bei einem kleinen Teich im Osten des Ortsteils Nordeler Schleifkotten nach Westen ab und mündet schließlich auf einer Höhe von circa 322,5 m ü. NHN von rechts in die aus dem Süden heranziehende  Ennepe.
Der 2,644 km langer Lauf des Rehbrauckbachs endet ungefähr 73,5 Höhenmeter unterhalb seiner Quelle, er hat somit ein mittleres Sohlgefälle von etwa 28 ‰.

### Einzugsgebiet
Das 2,958 km² große Einzugsgebiet des Rehbrauckbachs liegt im Märkischen Oberland  und wird durch ihn über die Ennepe, die Volme, die Ruhr und den Rhein zur Nordsee entwässert.
Es grenzt
- im Nordosten an das Einzugsgebiet der Glör, die über die Volme in die Ruhr entwässert;
- im Osten an das des Schlechtenbachs, der über die Bräumke und die Hälver in die Volme entwässert;
- im Süden an das des Ennepe-Zuflusses Löhbach;
- im Nordwesten an das des Ennepe-Zuflusses Sparenbach und
- im Norden an das des Bosseller Bachs, der gleichfalls ein Zufluss der Ennepe ist.

Große Bereiche des Einzugsgebiets, vor allem in den höheren Lagen sind bewaldet. In den Auen herrschen landwirtschaftlich genutzte Flächen vor. An Siedlungen liegen im Einzugsbereich des Oberlauf die Hofschaften Neuenvahlefeld, Obervahlefeld, Lingensiepen und direkt am Bach Becke. Im mittleren Bereich des Einzugsgebietes liegen Kreisch und der Ostteil von Gahrstadt und im Mündungsgebiet  der nördliche Bereich von Nordeler Schleifkotten. 
Geologisch wird das Einzugsgebiet von Ton-, Schluff- und Sandgesteinen des Mitteldevons geprägt, über die sich Braunerde und im Auenbereich Gley abgelagert hat.

### Zuflüsse
- Rehbraucksiepen (links), 0,4 km[4]
- Lingensiepen (links)
- Lüdmecke (rechts), 1,4 km, 0,84 km², 21,6 l/s
- Ackersiepen (rechts), 0,2 km[4]